# 요명명
요명명(중국어: 姚明明, 병음: Yáo Míngmíng 야오밍밍[*], 1997년 1월 5일 ~ )은 중국의 남자 가수이자 배우이다. 산시성 양취안시 출신이고 원적지는 랴오닝성 푸순시이다. MIXNINE에 참가하여 최종 순위 10위를 차지했다. 이후 중국 아이치이 오디션 프로그램 "청춘유니"에 출연하여, 3등으로 데뷔해 UNINE 멤버가 되었다.

## 경력

### 2012년: 플레디스 엔터테인먼트
2012년 5월부터 2014년 4월까지 그는 플레디스 엔터테인먼트 해외 오디션을 통해 2년 동안 연습생으로 지내며 남성 아이돌 그룹 세븐틴의 예비 데뷔조였다.

### 2015년: Acemax-blk
2015년 4월 그는 FNC GTC 회사에 연습생으로 들어갔다. 중간에 회사의 이름을 Checkmate로 변경되었다. 상하이와 한국 지사에서 남성 그룹 acemax-blk 멤버로 연습했다.

### 2017년: "믹스나인"
2017년 10월 한국 JTBC 오디션 프로그램 "MIXNINE"에 참가하여 최종 10등을 획득해 9인 데뷔조에 합류하지 못했다.

### 2018년: 원쿨잭소 엔터테인먼트
2018년 4월 14일, 한국 남성 그룹 BLK 멤버로 "KCON 2018 JAPAN"에서 처음으로 공연했다. 2018년 4월 19일 J&B회사는 요명명이 BLK의 멤버로 합류한다고 공식 발표했다. 10월 17일에 J&B와 계약 해지하고 10월 24일 홍콩 아티스트 고천락 소속 엔터테인먼트 회사 One Cool Jacso에 들어갔다.

### 2019년: "청춘유니"
2019년 1월 21일, 중국 아이치이 오디션 프로그램 "청춘유니"에 참여했다. 2019년 4월 6일 3등으로 데뷔해 UNINE의 멤버가 되었다.

## 작품

### 기타 싱글
| 출시일           | 앨범 명          | 노래 제목              | 가수     | 비고 |
| ---------------- | ---------------- | ---------------------- | -------- | ---- |
| 2017년 10월 29일 | "MIXNINE Part.1" | JUST DANCE             | 믹스나인 |      |
| 2017년 11월 19일 | "MIXNINE Part.3" | JUST DANCE (소년 버전) | 믹스나인 |      |
| 2018년 1월 14일  | "MIXNINE Part.5" | STAND BY ME            | 9reat!   |      |
| 2018년 1월 27일  | "MIXNINE Part.6" | 나도 좋아              | Like 8+1 |      |

### 기타 뮤직 비디오
| 출시일           | 노래 제목              | 가수     | 비고  |
| ---------------- | ---------------------- | -------- | ----- |
| 2017년 10월 29일 | JUST DANCE             | 믹스나인 | [ 4 ] |
| 2017년 11월 19일 | JUST DANCE (소년 버전) | 믹스나인 |       |

## 영화 및 TV 작품

### 예능 프로그램
| 날짜                       | 방송국   | 프로그램 이름            | 비고                     |
| 2017년                     | 2017년   | 2017년                   | 2017년                   |
| -------------------------- | -------- | ------------------------ | ------------------------ |
| 10월 29일 -2018년 1월 26일 | JTBC     | "믹스나인"               | 10등                     |
| 2019년                     |          |                          |                          |
| 2019년 1월 21일 - 4월 6일  | 아이치이 | "청춘유니"               | 3등                      |
| 2019년 1월 21일 - 4월 5일  | 아이치이 | "청춘유신번"             | "청춘유니" 파생 프로그램 |
| 2019년 1월 26일 - 4월 20일 | 아이치이 | "청춘 예능 학원"         | "청춘유니" 파생 프로그램 |
| 2019년 5월 9일 - 6월 13일  | 아이치이 | "UNINE 뛰자"             | 총 6회                   |
| 2019년 7월 4일 -           | 아이치이 | "Vlog 영업중"            |                          |
| 2019년 7월 18일 -          | 아이치이 | "UNINE 뛰자 - 여름 시즌" |                          |

## 활동

### 팬 이벤트 / 프로모션 / 쇼케이스
| 날짜            | 위치                          | 테마                                           | 비고                                               |
| --------------- | ----------------------------- | ---------------------------------------------- | -------------------------------------------------- |
| 2019년 3월 31일 | 북경                          | 청춘유니 아이치이 VIP 천인 팬미팅              | "청춘유니" 20강 팬미팅                             |
| 2019년 5월 6일  | 북경                          | "UNLOCK" 새 앨범 발표회                        | UNINE 전원                                         |
| 2019년 5월 19일 | 북경 M 공간                   | Mengniu 진과립 팬미팅 "봄날의 기억"            | UNINE 전원                                         |
| 2019년 6월 2일  | 베네시안 마카오 코타이 아레나 | 위에화 엔터테인먼트 10주년 기념 콘서트         | 스페셜 게스트 UNINE                                |
| 2019년 6월 6일  | 서안 SKP                      | 젠틀 몬스터 플래그쉽 스토어 브랜드 오픈 이벤트 | UNINE 전원                                         |
| 2019년 6월 20일 | 파리                          | 2020 S/S 봄/여름 컬렉션 파리 맨즈 패션위크     | OAMC 브랜드 초대                                   |
| 2019년 6월 21일 | 파리                          | 2020 S/S 봄/여름 컬렉션 파리 맨즈 패션위크     | 메종 미하라 야스히로, Zadig & Voltaire 브랜드 초대 |
| 2019년 6월 22일 | 파리                          | 2020 S/S 봄/여름 컬렉션 파리 맨즈 패션위크     | FRED PERRY 브랜드 초대                             |

### 팬미팅
| 날짜            | 위치   | 테마                              | 비고       |
| --------------- | ------ | --------------------------------- | ---------- |
| 2019년 5월 25일 | 무한   | UNINE 팬미팅 RUN TO U. UNINE 투어 | UNINE 전원 |
| 2019년 6월 8일  | 상하이 | UNINE 팬미팅 RUN TO U. UNINE 투어 | UNINE 전원 |
| 2019년 6월 9일  | 충칭   | UNINE 팬미팅 RUN TO U. UNINE 투어 | UNINE 전원 |
| 2019년 6월 15일 | 북경   | UNINE 팬미팅 RUN TO U. UNINE 투어 | UNINE 전원 |
| 2019년 6월 29일 | 푸저우 | UNINE 팬미팅 RUN TO U. UNINE 투어 | UNINE 전원 |
| 2019년 7월 6일  | 항저우 | UNINE 팬미팅 RUN TO U. UNINE 투어 | UNINE 전원 |
| 2019년 7월 27일 | 청두   | UNINE 팬미팅 RUN TO U. UNINE 투어 | UNINE 전원 |

### 공연 게스트
| 날짜            | 위치             | 테마                 | 비고             |
| --------------- | ---------------- | -------------------- | ---------------- |
| 2019년 5월 15일 | 북경 국가 체육장 | "아시아 문화 카니발" | 청춘 아시아 그룹 |

### "청춘유니" 경연곡
| 미션                        | 노래 제목         | 원작 가수                                                                            | 합창 가수                                                                            | 등급 |
| 첫 레벨 테스트              | "2U"              | 데이비드 게타 피처링 저스틴 비버                                                     | 원쿨잭소: 문예천                                                                     | C    |
| 청춘유니 테마곡 평가        | "청춘유니" 테마곡 |                                                                                      |                                                                                      | C    |
| 그룹 배틀                   | "NAMANANA"        | 레이                                                                                 | 단욱우, 이유, 석자                                                                   |      |
| 포지션 평가                 | "TURN UP"         | 주탕호                                                                               | 관위에, 후문선, 소우항, 리전닝, 은실                                                 |      |
| 컨셉트 평가 + 원곡 공연     | "Rebuild"         | 이문한, 리전닝, 요명명, 후춘양, 허창시, 사명택, 백원                                 | 이문한, 리전닝, 후춘양, 허창시, 사명택, 백원                                         |      |
| 트레이너 연습생 콜라보 무대 | "이 사랑 "        | 레이                                                                                 | 레이, 린모, 왕가일, 서방레이, 린모, 왕가일, 서방주, 허용한                           |      |
| 결승 경연                   | 마지막 날         | 하한우, 이문한, 주사원, 연회위, 린모, 허창시, 진사고, 진유유, 풍준걸, 요명명, 후춘양 | 하한우, 이문한, 주사원, 연회위, 린모, 허창시, 진사고, 진유유, 풍준걸, 요명명, 후춘양 |      |

## 광고 모델
| 년도   | 상품명                                          | 비고       |
| ------ | ----------------------------------------------- | ---------- |
| 2019년 | 멍뉴 진과립 대표 모델 (패션 프루츠열정 망고 맛) | UNINE 전원 |
| 2019년 | 돌고래집 대표                                   | UNINE 전원 |

| 날짜            | 잡지명                           | 비고                    |
| --------------- | -------------------------------- | ----------------------- |
| 2019년 4월 11일 | 남반인물주간 청춘유니 특집       | 요명명 개인, UNINE 전원 |
| 2019년 4월 30일 | FASHION BAZAAR 전자 잡지 첫 표지 | UNINE 전원              |
| 2019년 5월 24일 | UNINE POSH POSH 전자 잡지 창간호 | UNINE 전원              |
| 2019년 6월 12일 | ELLEMEN 신청년 전자 잡지 창간호  | UNINE 전원              |